# Список європейських країн за індексом людського розвитку
Це список європейських країн за індексом людського розвитку за 2017 рік.

## Список європейських країн за індексом людського розвитку
| Зверніть увагу. Цей список можна сортувати згідно з вашими запитами. Натисніть кнопку у верхній частині колонки яку ви хочете відсортувати. Клацніть знову щоб змінити порядок сортування. Оновіть сторінку щоб відновити до початкового виду. |
| Номер | Країна (51)          | Список країн за ІЛР |
| ----- | -------------------- | ------------------- |
| 39    | Албанія              | 0.785               |
| 23    | Андорра              | 0.858               |
| 45    | Вірменія             | 0.755               |
| 10    | Австрія              | 0.908               |
| 44    | Азербайджан          | 0.757               |
| 32    | Білорусь             | 0.808               |
| 9     | Бельгія              | 0.916               |
| 43    | Боснія і Герцеговина | 0.768               |
| 36    | Болгарія             | 0.813               |
| 31    | Хорватія             | 0.831               |
| 21    | Кіпр                 | 0.869               |
| 19    | Чехія                | 0.888               |
| 8     | Данія                | 0.929               |
| 23    | Естонія              | 0.871               |
| 12    | Фінляндія            | 0.820               |
| 11    | Франція              | 0.901               |
| 40    | Грузія               | 0.780               |
| 3     | Німеччина            | 0.936               |
| 20    | Греція               | 0.870               |
| 26    | Угорщина             | 0.838               |
| 7     | Ісландія             | 0.935               |
| 4     | Ірландія             | 0.938               |
| 16    | Італія               | 0.880               |
| 38    | Казахстан            | 0.800               |
| —     | Косово               | —                   |
| 30    | Латвія               | 0.847               |
| 15    | Ліхтенштейн          | 0.916               |
| 29    | Литва                | 0.858               |
| 17    | Люксембург           | 0.904               |
| 41    | Північна Македонія   | 0.757               |
| 22    | Мальта               | 0.878               |
| 47    | Молдова              | 0.700               |
| —     | Монако               | —                   |
| 33    | Чорногорія           | 0.814               |
| 2     | Нідерланди           | 0.931               |
| 1     | Норвегія             | 0.953               |
| 27    | Польща               | 0.865               |
| 28    | Португалія           | 0.847               |
| 35    | Румунія              | 0.811               |
| 34    | Росія                | 0.816               |
| —     | Сан-Марино           | —                   |
| 37    | Сербія               | 0.787               |
| 25    | Словаччина           | 0.855               |
| 13    | Словенія             | 0.896               |
| 14    | Іспанія              | 0.891               |
| 4     | Швеція               | 0.933               |
| 6     | Швейцарія            | 0.944               |
| 46    | Туреччина            | 0.791               |
| 41    | Україна              | 0.751               |
| 18    | Велика Британія      | 0.922               |
| —     | Ватикан              | —                   |